# Balatonakarattya
Balatonakarattya ist eine ungarische Gemeinde im Kreis Balatonalmádi im Komitat Veszprém.

## Geografische Lage
Balatonakarattya liegt 19 Kilometer südöstlich des Komitatssitzes Veszprém, 6 Kilometer östlich der Kreisstadt Balatonalmádi, am östlichen Teil des Balaton.  Nachbargemeinden sind Balatonkenese, Csajág und Balatonfőkajár.

## Geschichte
Balatonakarattya ist erst seit 2014 eine eigenständige Gemeinde, vorher gehörte der Ort zu Balatonkenese.

## Sehenswürdigkeiten
- Áron-Gábor-Statue, erschaffen von Lajos Berek
- Rákóczi-Park mit Rákóczi-Büste
- Römisch-katholische Kirche Nagyboldogasszony
- Skulptur Ezredforduló kapuja, erschaffen von Gizella Péterfy und István Fáskerti
- Skulptur Vénusz születése, erschaffen 1987 von Károly Vasas
- Tamás-Esze-Statue, erschaffen von Lilla Kunvári

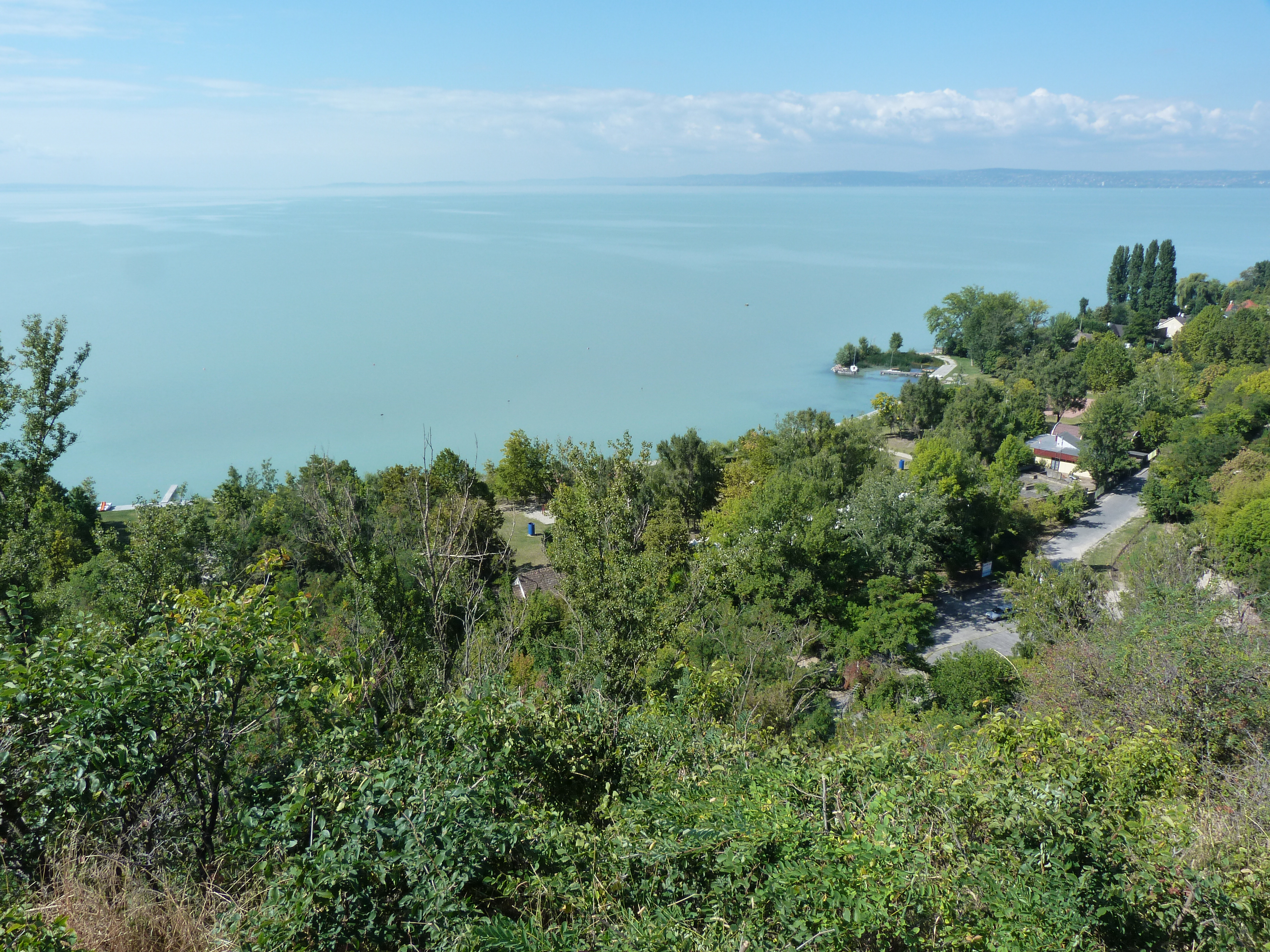
Blick auf Bercsényi Strand und Balaton
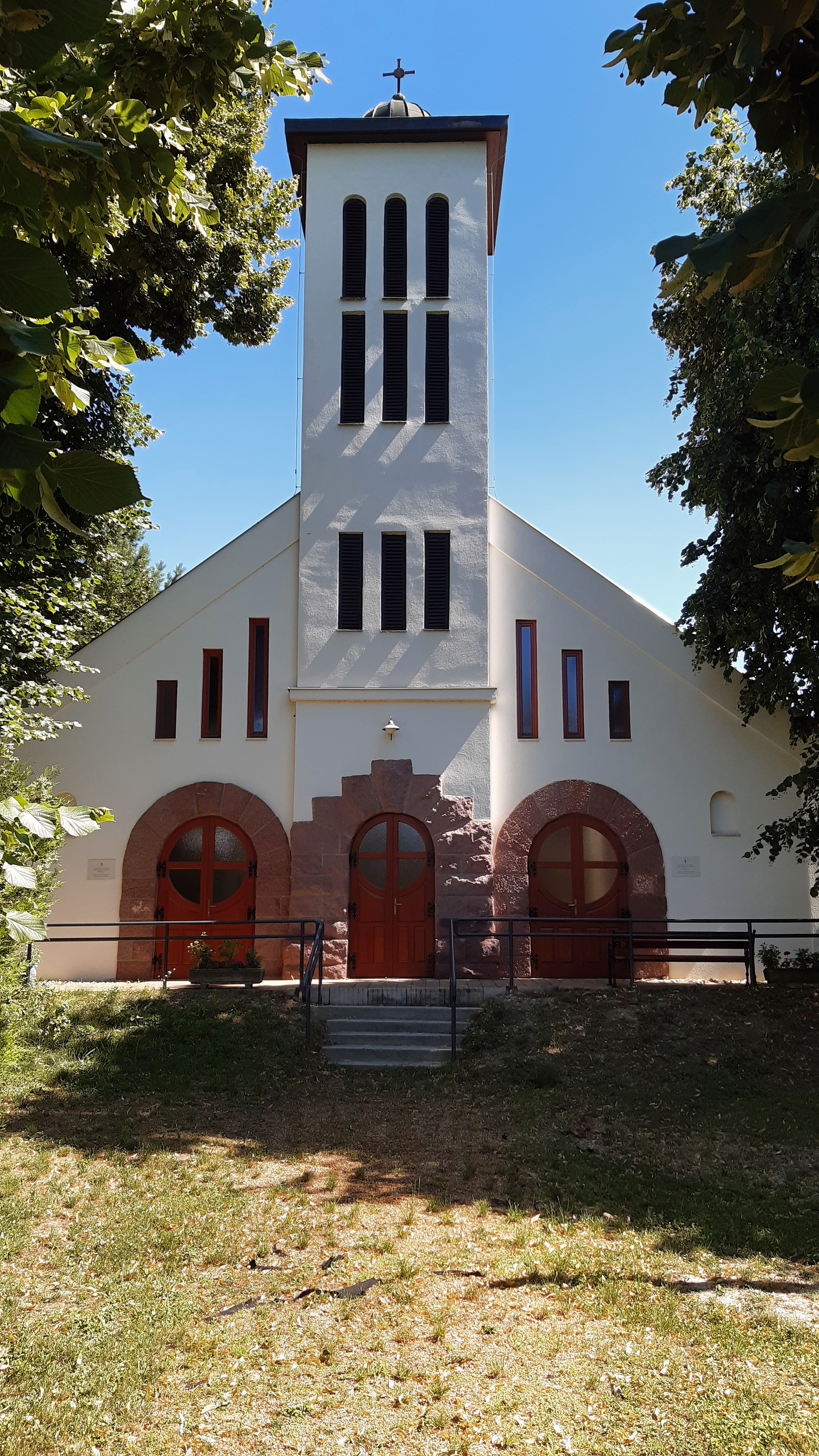
Röm.-kath. Kirche Nagyboldogasszony
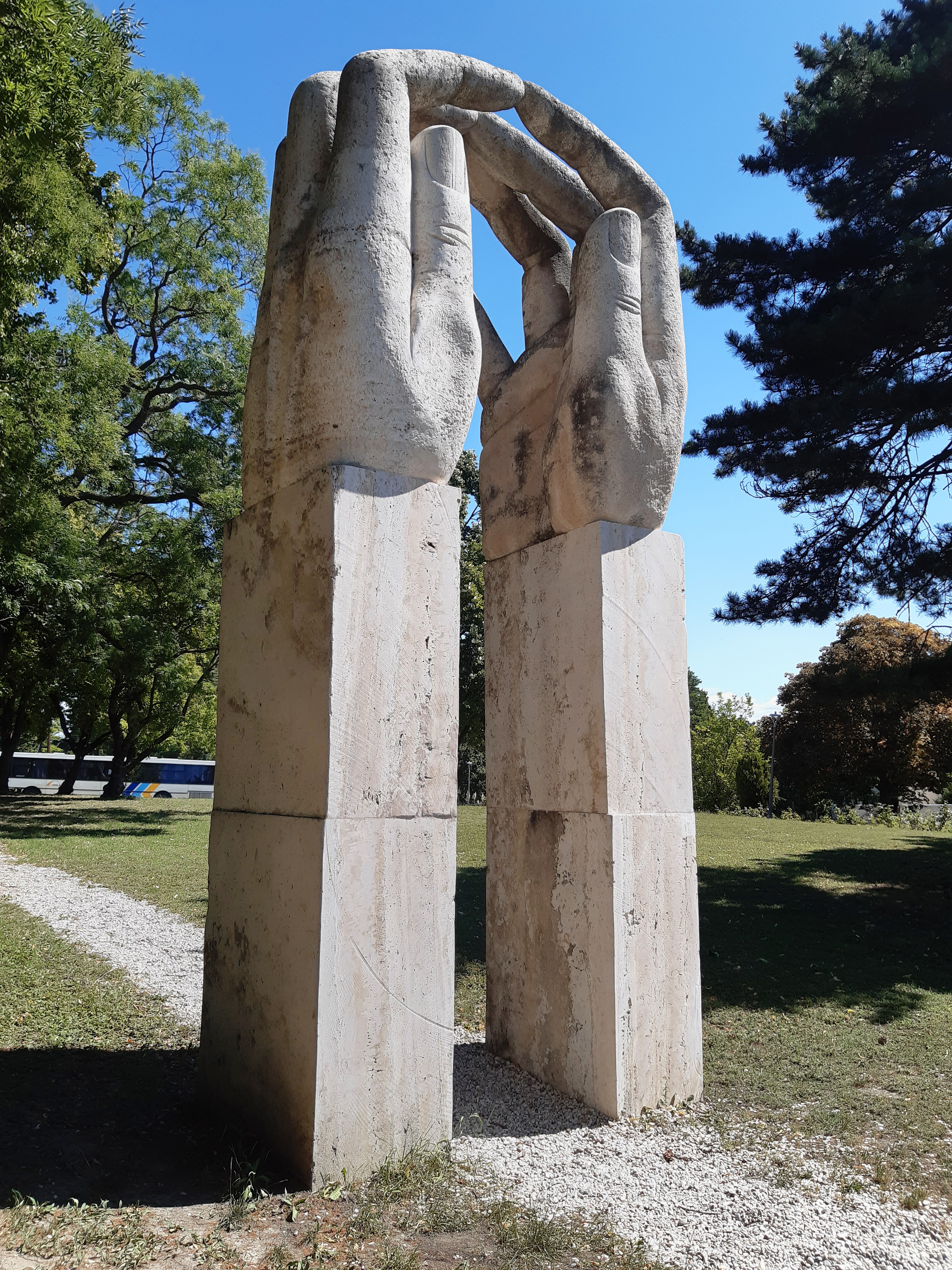
Skulptur Ezredforduló kapuja
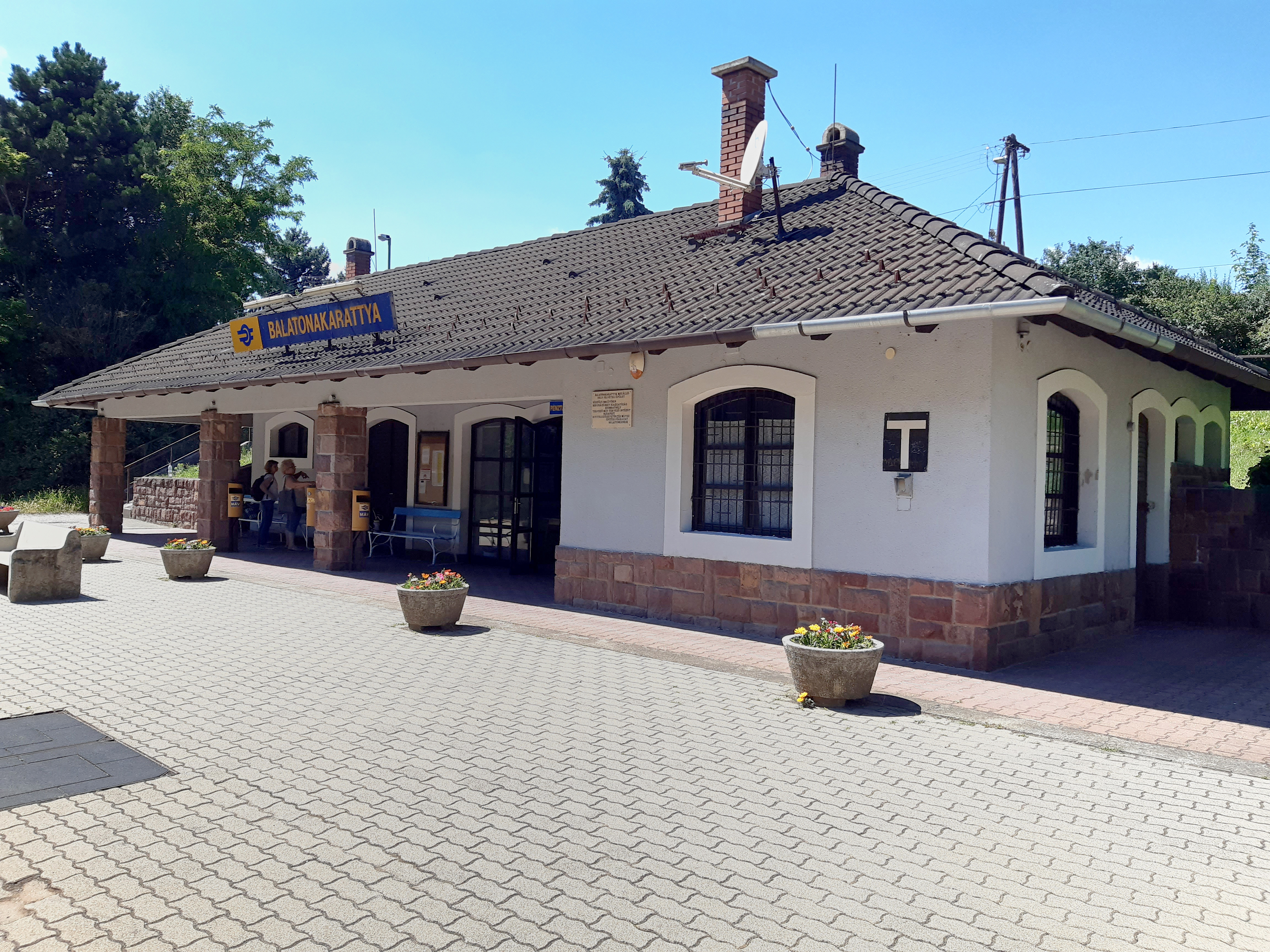
Bahnhof Balatonakarattya

## Verkehr
Durch Balatonakarattya verläuft die Hauptstraße Nr. 71. Die Gemeinde liegt an der Eisenbahnstrecke von Székesfehérvár nach Tapolca. Es bestehen Busverbindungen in alle umliegenden Gemeinden sowie nach Veszprém.